# Kunstjahr 1863
Liste der Kunstjahre

◄ | 1859 | 1860 | 1861 | 1862 | Kunstjahr 1863 | 1864 | 1865 | 1866 | 1867 | ► | ►►

Weitere Ereignisse
Dieser Artikel behandelt das Kunstjahr 1863.

## Ereignisse

### Archäologie

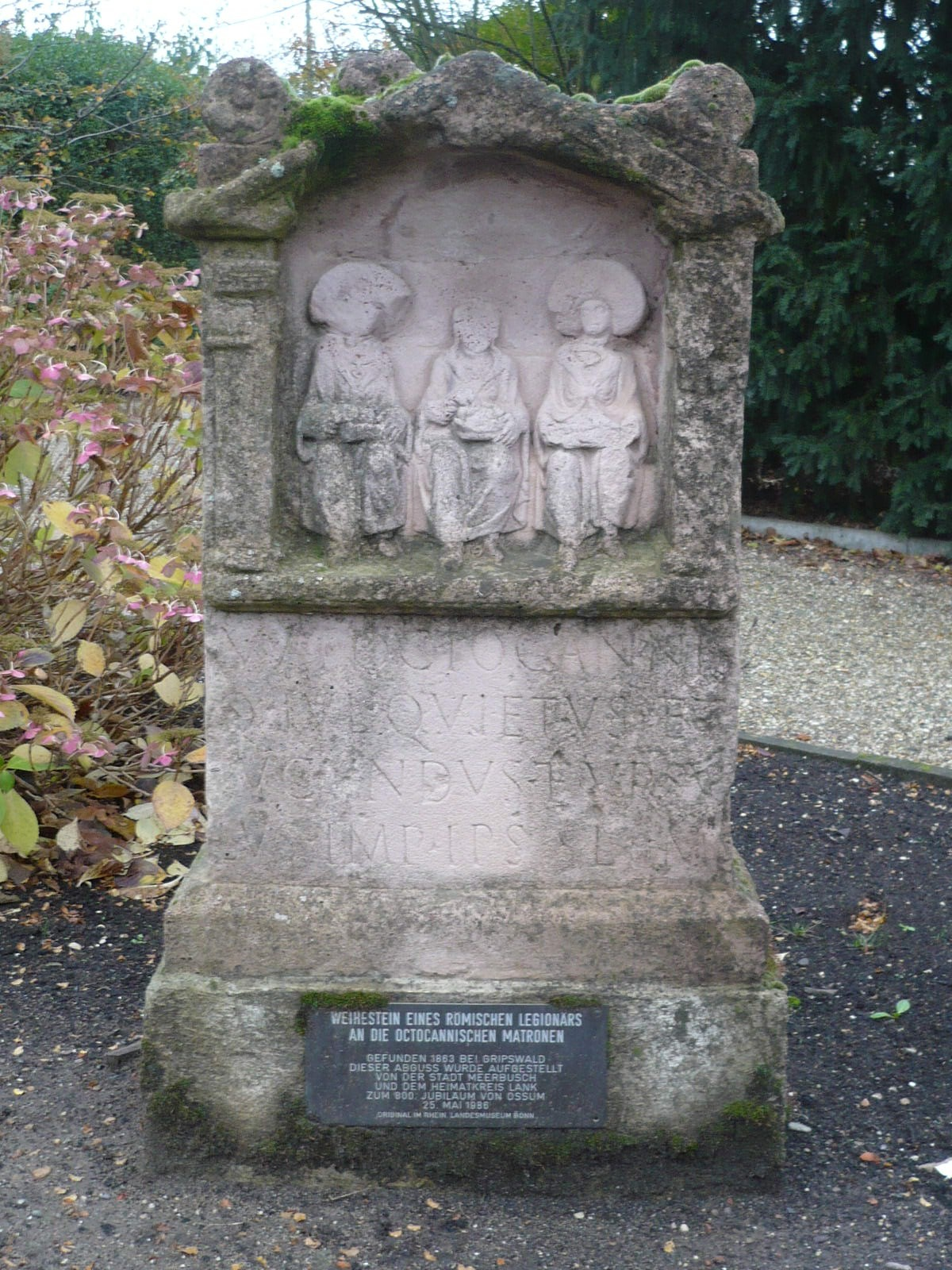
Matronenstein Nr. 1 (Nachbildung)

- Ende Februar: Bei Rodungsarbeiten nahe Haus Gripswald auf dem Gebiet der heutigen Stadt Meerbusch in Nordrhein-Westfalen werden die Gripswalder Matronensteine, römische Votivsteine, mit denen vermutlich Muttergottheiten (die Matronen) verehrt wurden, gefunden.
- 20. April: Im römischen Stadtteil Prima Porta wird in der Villa di Livia die überlebensgroße Statue des Kaisers Augustus gefunden. Vorhandene Schäden resultierten aus bereits in der Antike erfolgten Stürzen, bei denen der linke Unterschenkel, der rechte Fuß und der rechte, in die Luft gehobene Arm, abgebrochen sind.

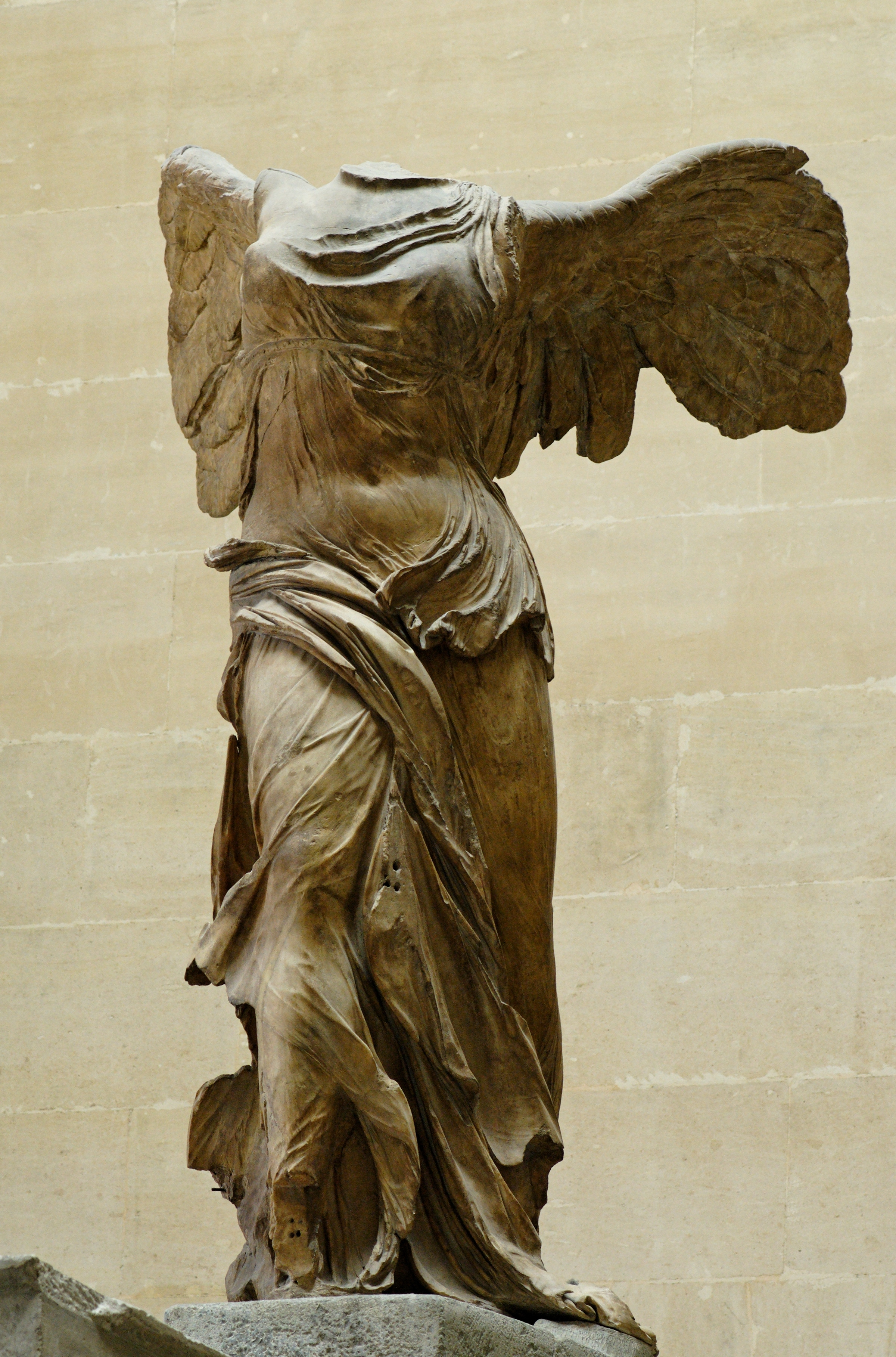
Nike von Samothrake

- Der französische Vizekonsul im Osmanischen Reich, Charles Champoiseau, entdeckt auf Samothraki die Fragmente einer Nikestatue, die zusammengesetzt und nach Paris gebracht wird. Die Nike von Samothrake hat einen großen Einfluss auf den Historismus des späten 19. Jahrhunderts.

### Architektur

#### Wiener Ringstraße
- 20. Mai: Der Grundstein für das von August Sicard von Sicardsburg und Eduard van der Nüll entworfene Neue Haus der Wiener Hofoper an der gerade im Entstehen befindlichen Wiener Ringstraße wird gelegt. Die Bauarbeiten an dem im Neorenaissance-Stil errichteten Gebäude dauern unter der Leitung von Josef Hlávka bis 1869.
- Der von Architekt Theophil Hansen im Auftrag des Großindustriellen Heinrich von Drasche-Wartinberg an der Ringstraße in Wien erbaute Heinrichshof wird nach rund zweijähriger Bauzeit fertiggestellt.
- Der Architekt August Weber beginnt auf der Wiener Ringstraße mit dem Bau des Gartenbaugebäudes.
- Kaiser Franz Joseph I. überlässt der Gesellschaft der Musikfreunde in Wien in der Gegend der Wiener Ringstraße unentgeltlich ein Areal für den Bau eines Konzertgebäudes. Mit dem Entwurf wird der Architekt Theophil Hansen beauftragt.

#### Weitere Gebäude weltweit

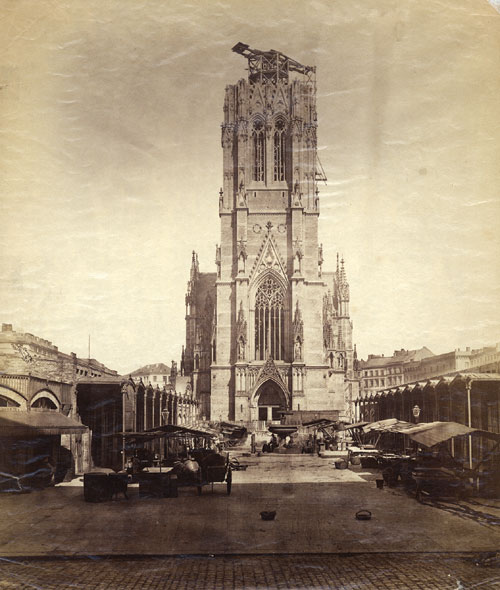
St.-Nikolai-Kirche im Bau, um 1868

- 24. September: Die nach dem Brand 1842 im Stil der Neugotik wiedererrichtete St.-Nikolai-Kirche in Hamburg wird eingeweiht. Der Turm, der die Kirche zum vorerst höchsten Gebäude der Welt machen wird, wird erst in den nächsten zehn Jahren fertiggestellt.
- In Turin beginnt im Auftrag der jüdischen Gemeinde nach den Plänen des Architekten Alessandro Antonelli der Bau einer Synagoge, die heute als Mole Antonelliana bekannt ist.

### Bildhauerei
Adèle Colonna stellt unter dem männlichen Pseudonym Marcello erstmals drei Büsten im Salon de Paris aus. Dort erregt sie die Aufmerksamkeit der Kaiserin Eugénie, die sie in die Tuilerien einlädt.

### Malerei

#### Frankreich

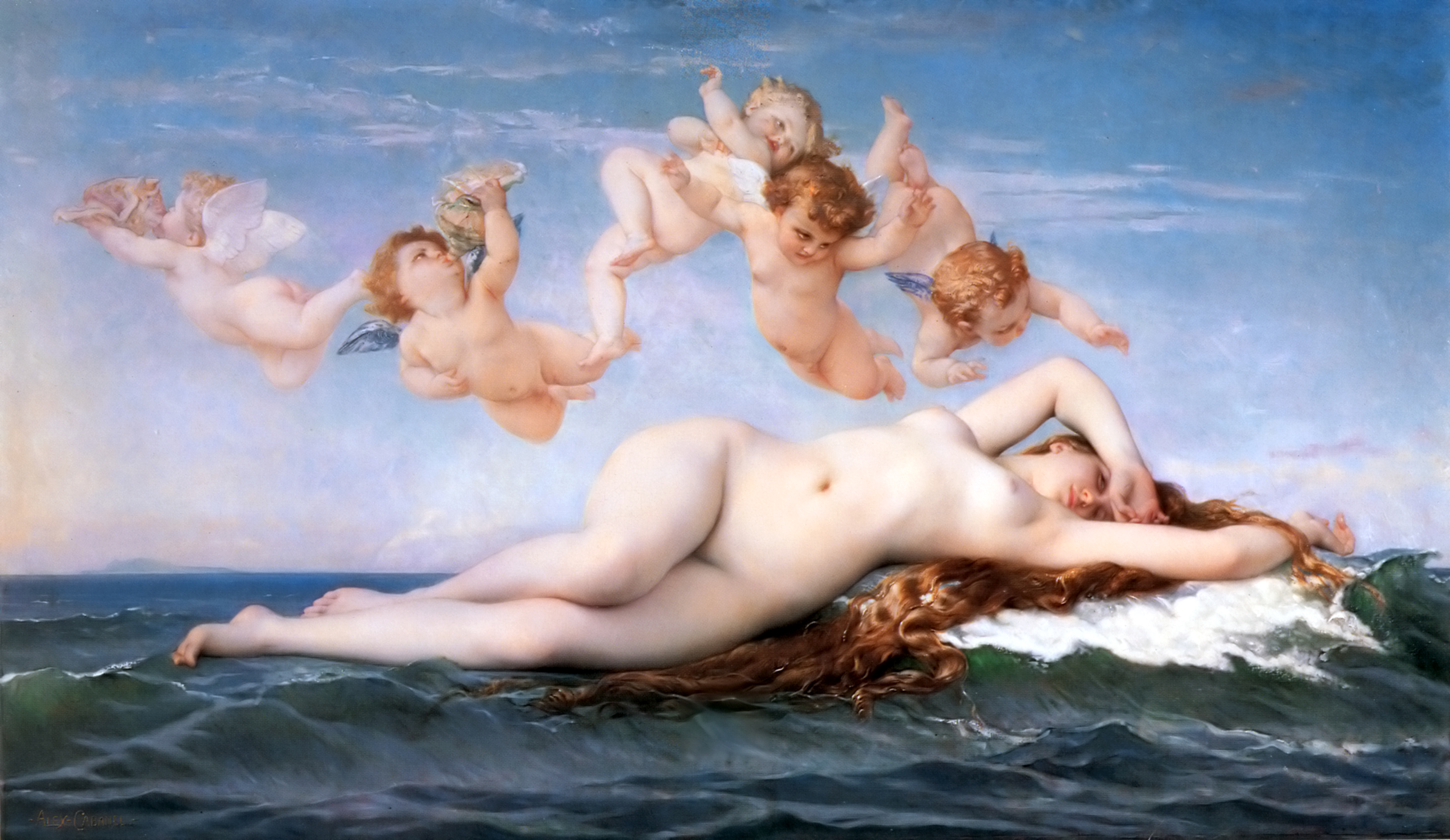
Cabanels Geburt der Venus

- 22. April: Nachdem Kritik an der rigiden Werkauswahl der Juroren des Salon de Paris laut geworden ist, lässt sich Kaiser Napoleon III. einen Teil der abgelehnten Werke vorführen. Er entscheidet in der Folge, dass die abgelehnten Werke in einem eigenen Salon des Refusés gezeigt werden sollen.
- 1. Mai: Der diesjährige Salon de Paris wird eröffnet. Unter anderem ist dort Alexandre Cabanel mit seiner Geburt der Venus erfolgreich. Möglicherweise ist das Werk Vorbild für Manets im gleichen Jahr entstandenes Gemälde Olympia.

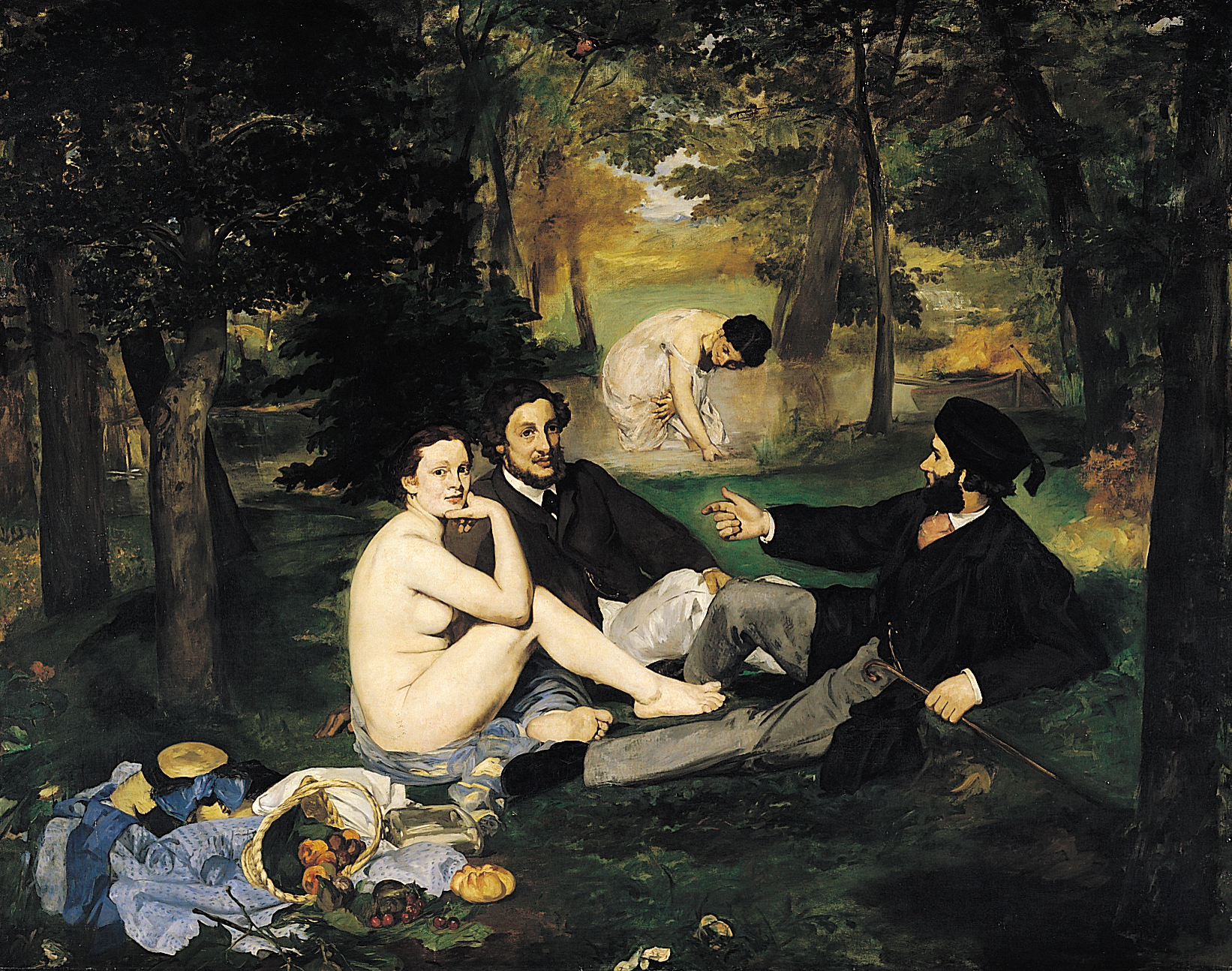
Édouard Manet: Le Déjeuner sur l'herbe

- 15. Mai: Die Ausstellung des auf Initiative von Kaiser Napoléon III. entstandenen Salon des Refusés wird eröffnet. Dort sind von der Jury des Salon de Paris abgelehnte Bilder zu sehen, unter ihnen Das Frühstück im Grünen des Malers Édouard Manet und Das Mädchen in Weiß von James McNeill Whistler, die vom Publikum als skandalös empfunden werden. Neben Manet und Whistler sind auch Werke von Gustave Courbet, Johan Barthold Jongkind, Camille Pissarro, Paul Cézanne, Armand Guillaumin, Felix Bracquemond sowie die Maler Henri Fantin-Latour, Amand Gautier und Alphonse Legros in der Ausstellung vertreten.
- Édouard Manet porträtiert seinen Bruder Gustave als Junger Mann im Majo-Kostüm.

#### Weitere Werke weltweit

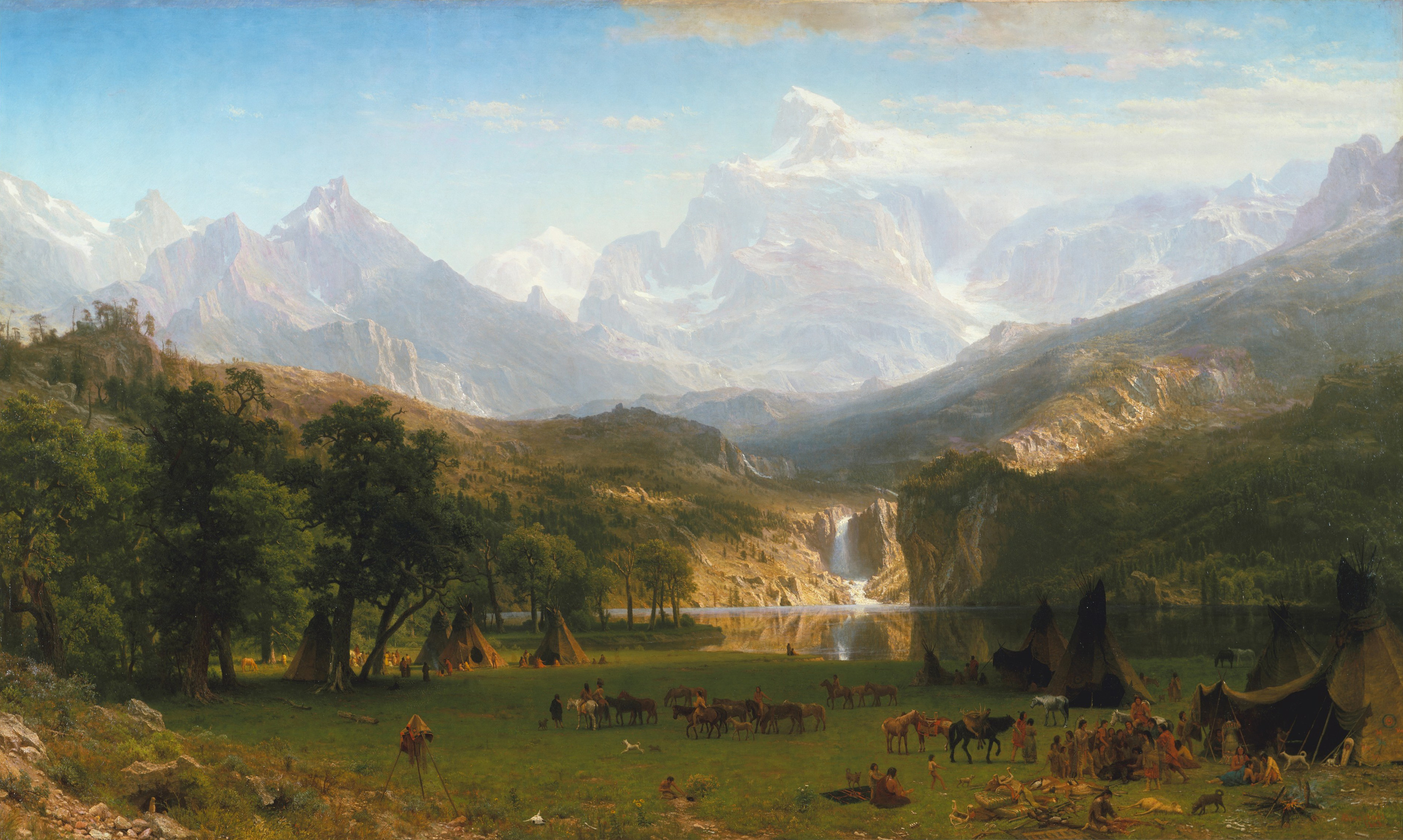
The Rocky Mountains, Lander’s Peak

Der Maler Albert Bierstadt unternimmt eine Reise durch die Rocky Mountains, wo das Gemälde Lander’s Peak entsteht.

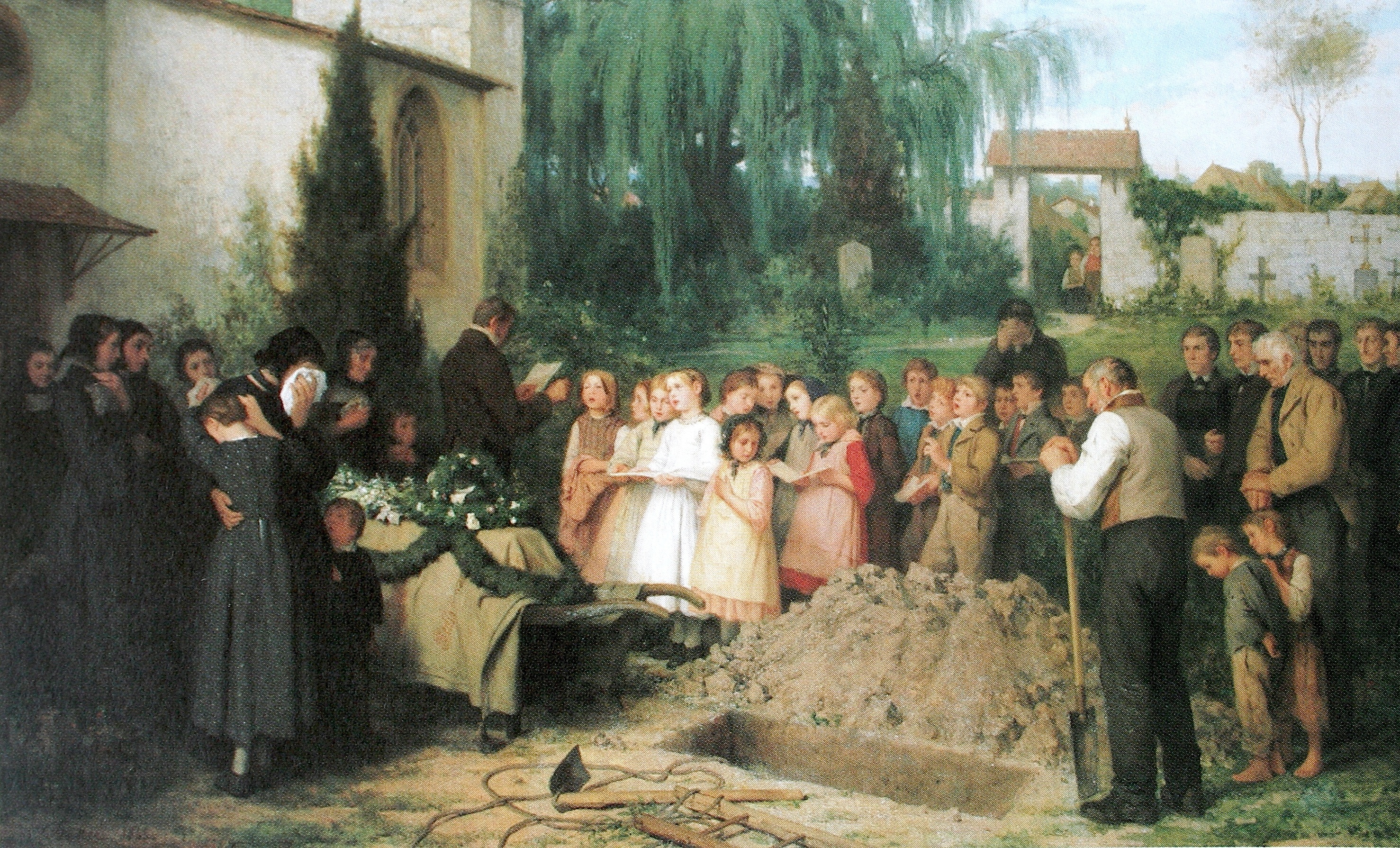
Kinderbegräbnis

Der Schweizer Genremaler Albert Anker malt mit Öl auf Leinwand das Gemälde Kinderbegräbnis.

### Zeichnung

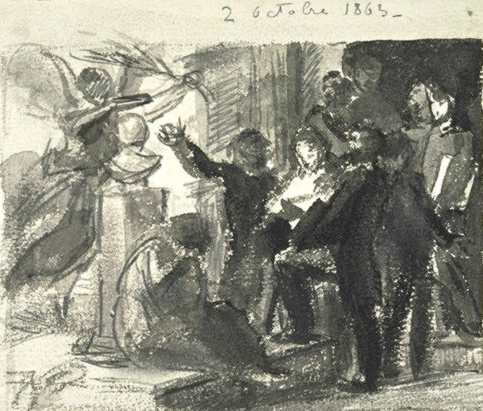
Fantin-Latours Studie

Henri Fantin-Latour entwirft eine Studie für sein Gruppenporträt Hommage à Delacroix.

### Forschung und Lehre
Nach langjährigen Bemühungen Rudolf Eitelbergers gründet der österreichische Kaiser Franz Joseph auf Initiative seines Cousin Erzherzog Rainer das k. k. Österreichische Museum für Kunst und Industrie. Das Museum folgt im Wesentlichen dem Vorbild des 1852 gegründeten South Kensington Museum in London und soll als Vorbildersammlung für Künstler, Industrielle und Publikum und als Aus- und Weiterbildungsstätte für Entwerfer und Handwerker dienen. Daraus entwickelt sich unter anderem ab 1867 die Universität für angewandte Kunst Wien.

### Sonstiges
- Februar: Mehrere Altonaer Bürger gründen eine Gesellschaft zum Aufbau eines Altonaer Museums.

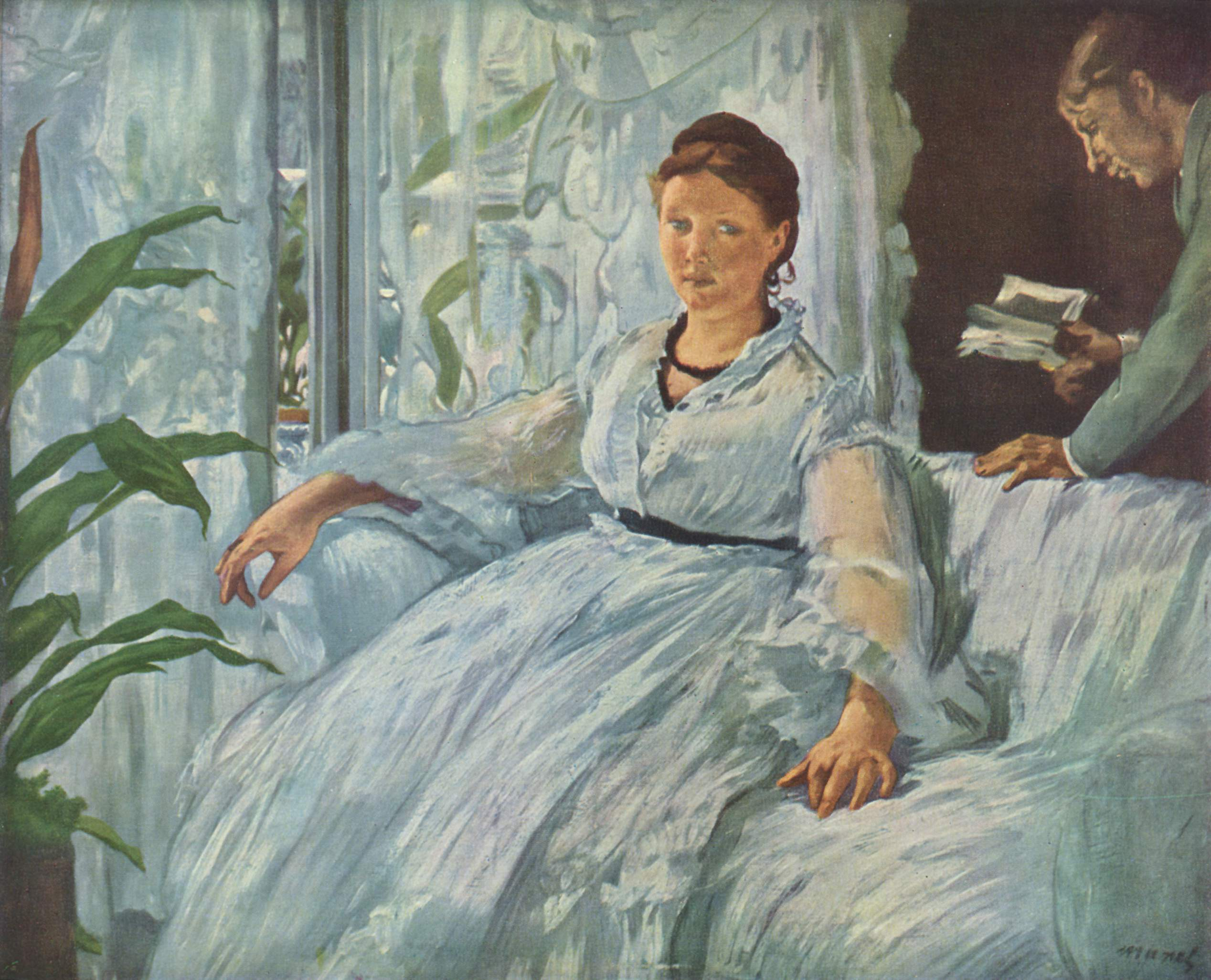
Manet: Suzanne und Léon Leenhoff

- 28. Oktober: Édouard Manet heiratet die zwei Jahre ältere niederländische Pianistin Suzanne Leenhoff, mit der er schon seit Jahren zusammenlebt. Deren Sohn Léon wird als Suzannes jüngerer Bruder in Manets Familie und die Pariser Gesellschaft eingeführt.
- Jeanna Bauck verlässt ihre Geburtsstadt Stockholm, um allein auf Ausbildungsreisen zu gehen. Sie geht zunächst nach Dresden, wo sie in der Aktklasse von Adolf Ehrhardt aufgenommen wird, obwohl der Zugang für Frauen sonst verwehrt bleibt.

## Geboren
- 14. Januar: Richard Felton Outcault, US-amerikanischer Comiczeichner, Autor und Maler († 1928)
- 16. Januar: Emanuel La Roche, Schweizer Architekt († 1922)

- 06. Februar: Carl Bössenroth, deutscher Maler († 1935)
- 07. Februar: Richard König, deutscher Bildhauer († 1937)
- 09. Februar: Ernst Kreidolf, Schweizer Graphiker und Bilderbuchillustrator († 1956)
- 20. Februar: Lucien Pissarro, französischer Maler, Grafiker und Holzschneider († 1944)
- 21. Februar: Carlos Reis, portugiesischer Maler († 1940)
- 23. Februar: Franz von Stuck, deutscher Maler und Bildhauer († 1928)
- 27. Februar: Otto Reiniger, schwäbischer Landschaftsmaler des Impressionismus, († 1909)
- 27. Februar: Joaquín Sorolla, spanischer Maler († 1923)

- 17. März: Léopold-Émile Reutlinger, deutsch-französischer Photograph († 1937)
- 03. April: Henry van de Velde, belgischer Architekt und Designer († 1957)
- 15. April: Elisabeth Vilma Lwoff-Parlaghy, ungarisch-amerikanische Porträtmalerin († 1923)
- 23. April: Hugo Helbing, deutscher Kunsthändler und Auktionator († 1938)

- 17. Mai: Charles Robert Ashbee, englischer Architekt († 1942)
- 18. Mai: Max Streckenbach, deutscher Maler († 1936)

- 26. Juni: Alfred Grenander, schwedischer Architekt († 1931)
- 27. Juni: Carl Zimmermann, deutscher Maler († 1930)
- 14. Juli: Nelson Kinsley, US-amerikanischer Landschaftsmaler († 1945)

- 14. August: Gebhard Fugel, deutscher Maler christlicher Kunst († 1939)
- 17. August: Fritz Greve, deutscher Maler und Kunstprofessor († 1931)
- 26. August: Hermann Linde, deutscher Maler († 1923)

- 10. September: Edmund Edel, deutscher Grafiker, Karikaturist, Schriftsteller und Filmregisseur († 1934)
- 08. Oktober: Adolphe Tabarant, französischer Journalist und Kunsthistoriker († 1950)
- 17. Oktober: Kaspar Ritter, österreichischer Kunsttischler und Baumeister († 1954)

- 11. November: Paul Signac, französischer Maler und Graphiker († 1935)
- 12. Dezember: Edvard Munch, norwegischer Maler und Graphiker († 1944)

## Gestorben
- 17. Januar: Horace Vernet, französischer Militärmaler und Lithograf (* 1789)
- 4. April: Ludwig Emil Grimm, deutscher Maler, Radierer und Kupferstecher, jüngster Bruder der Brüder Grimm (* 1790)

- 5. Juni: Marie Ellenrieder, deutsche Malerin (* 1791)
- 13. August: Eugène Delacroix, französischer Maler (* 1798)

- 11. September: Johann Wilhelm Schirmer, deutscher Maler und Grafiker (* 1807)
- 17. September: Blasius Höfel, österreichischer Kupferstecher (* 1792)
- 3. November: Carl Robert Croll, deutscher Maler (* 1800)